# Dendronephthya doederleini
Dendronephthya doederleini är en korallart som beskrevs av Kükenthal 1905. Dendronephthya doederleini ingår i släktet Dendronephthya och familjen Nephtheidae. Inga underarter finns listade i Catalogue of Life.